# Pont de la Bassanne
Le pont de la Bassanne est un pont médiéval situé à Pondaurat, en France.

## Localisation
Le pont est situé dans le département français de la Gironde, dans la commune de Pondaurat, au cœur du bourg, sur la rivière  de la Bassanne.

## Historique
L'ouvrage construit vers le XIIIe ou le XIVe siècle est inscrit au titre des monuments historiques par arrêté du 30 mai 1990 en totalité.

## Notes et références

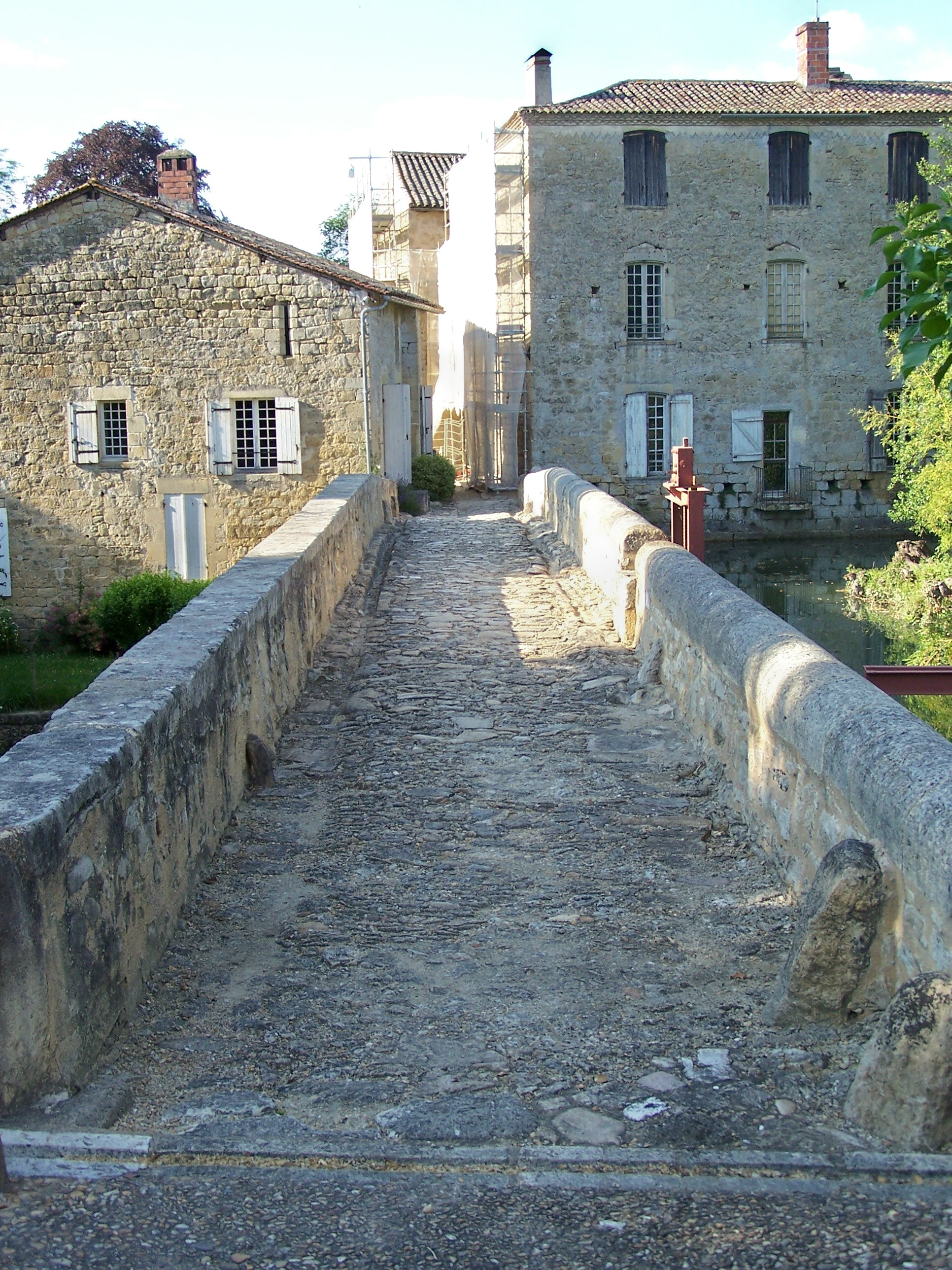
Le pont, de face (juin 2009)
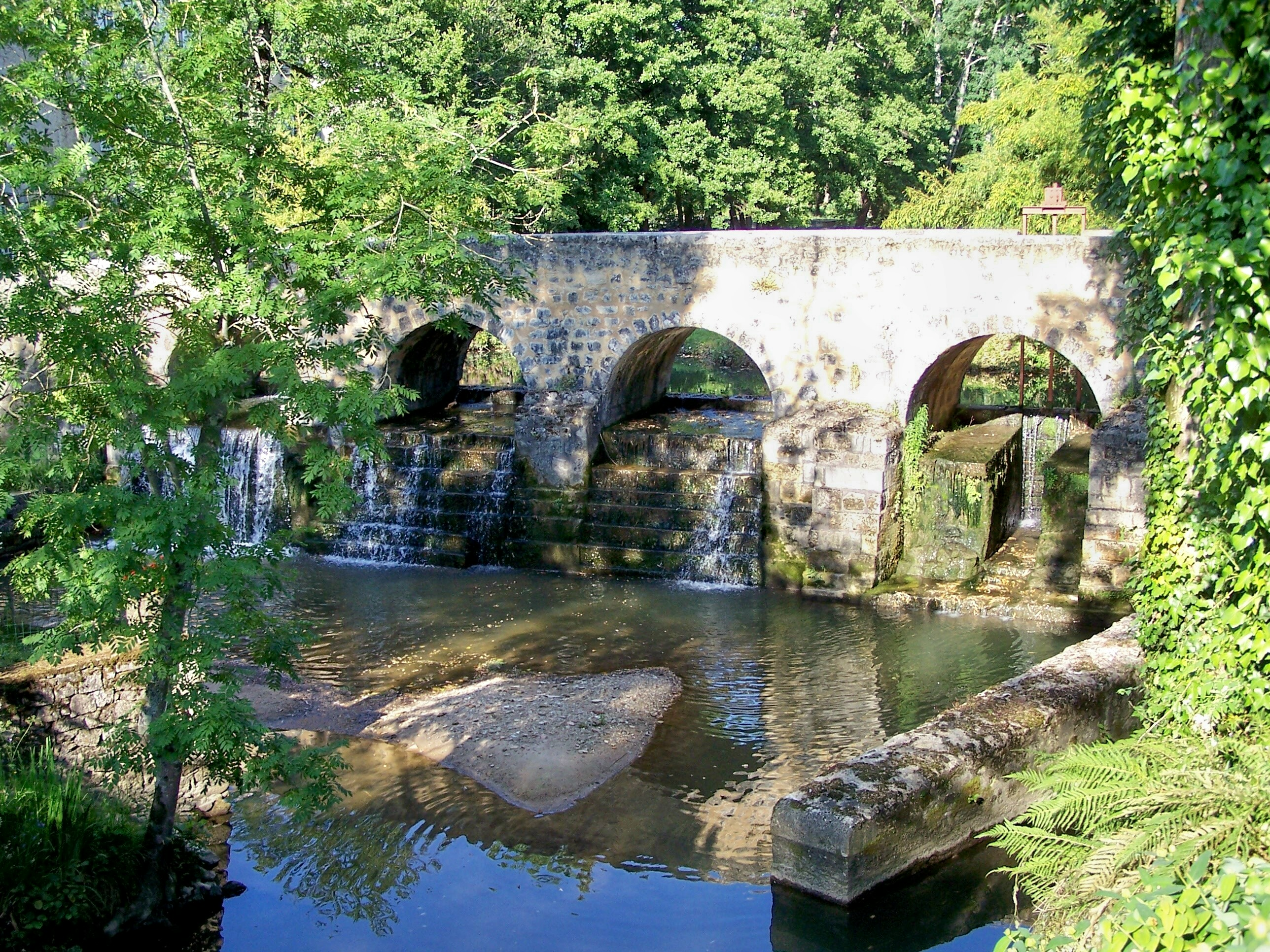
Autre vue (juin 2009)